# لي أرديفي
لي أرديفي (بالإنجليزية: L'Ardève)‏ هو أحد جبال سلسلة جبال الألب البرنية وجزء من القمة الأم يقع في كانتون فاليز، سويسرا. يبلغ ارتفاع الجبل حوالي 1501 متر، بينما يبلغ ارتفاع نتوء الجبل 221 متر.